# 马廷礼
马廷礼（1963年2月—），男性，宁夏平罗人，回族，中华人民共和国政治人物，1983年7月参加工作，1985年7月加入中国共产党，宁夏大学物理系毕业，大学学历。中共第十九届中央候补委员。

## 生平
2000年12月，任宁夏回族自治区外经贸厅副厅长。2006年3月，任中共中卫市委副书记；2008年，任宁夏自治区民政厅厅长。2011年4月，任中卫市委书记。2013年7月，任自治区政府副主席，中卫市委书记、市人大常委会主任。2015年4月，升任中共宁夏回族自治区党委常委，次月兼任自治区党委统战部部长。
2017年6月，转任中共甘肃省委常委、统战部部长。2017年10月，中国共产党第十九次全国代表大会上当选中国共产党第十九届中央委员会候补委员。2018年1月，当选第十三届全国政协委员。
2019年12月，兼任甘肃省政协党组副书记。
2022年1月，当选为甘肃省人大常委会副主任。